# PSPP
PSPP — свободное программное обеспечение для статистического анализа данных. У PSPP имеются как графический пользовательский интерфейс, так и традиционный интерфейс командной строки. Пакет может быть свободной заменой SPSS от IBM.